# Virginia Slims of Arizona 1987
Virginia Slims of Arizona 1987 - жіночий  тенісний турнір, що проходив на відкритих кортах з твердим покриттям Registry Resort у Скоттсдейлі (США). Належав до турнірів категорії 1+ в рамках Туру WTA 1987. Турнір відбувся вдруге і тривав з 9 березня до 15 березня 1987 року. П'ята сіяна Енн Вайт здобула титул в одиночному розряді й отримала за це 15 тис. доларів США.

## Фінальна частина

### Одиночний розряд
Енн Вайт —  Даянн Балестрат 6–1, 6–2
- Для Вайт це був єдиний титул в одиночному розряді за кар'єру.

### Парний розряд
Пенні Барг /  Бет Герр —  Мері-Лу П'ятек /  Енн Вайт 2–6, 6–2, 7–6(7–2)